# شعبيات (كوميديا)

الشعبيات  (بالإسبانية: Jácara)‏ هي مصطلح كوميدي يشير إلى أسماء بعض الأنواع من الأغاني الشعبية أو الموسيقى أو الرقص التي كانت تقدم في العصر الذهبي الإسباني. ويمكن البحث عن أصول هذه الشعبيات في الأغاني القصيرة التي كانت تتوسط أو تختم بها  الأعمال الدرامية لخوان ديل إنثينا ولوكاس فيرنانديث وتوريس نأرو. وأصبحت هذه القطع الموسيقية، التي تنوعت في البداية، تتغنى بحياة الفشَّارين والفاسدين أو الأشرار بلغة أيضًا خاصة وخفية وهي لغة السوقة. وتوجد أصول هذه الشعبيات  في القصائد الچرمانية ما قبل فرانثيسكو دي كيبيدو، والتي كانت موجهة للتأليف المسرحي. ولقد بدأ النوع في التدهور مع دي كيبيدو، الذي يعتبر هو مبتكرها ظاهريًا، حيث فقدت لغتها الچيرمانية الخاصة: فظهرت الكثير من المصطلحات الچيرمانية في سياق لغوي غير صحيح. ولقد أخذ اتصال هذه الشعبيات بالعرض المسرحي في الظهور تدريجيًا، ومثل المديح والرقص الدرامي لا تعتبر في أصلها نوعًا مسرحيًا. كان أحد الممثلين يُغني- بين فصلي المسرحية أو عادةً في نهايتها-  قصيدة شعبية إسبانية تحكي الأعمال الشريرة وعقوبات المجرمين والمسجونين والعاهرات، مقدمين عالمًا فاسدًا وغير بطولي مختلف كليًا عن عالم المسرحية. ولذلك فإن هذه القطعة كانت تُغنَّى وفي كثير من الأحيان تأخذ شكلًا من أشكال الرقصات.